# Trattato di Asunción

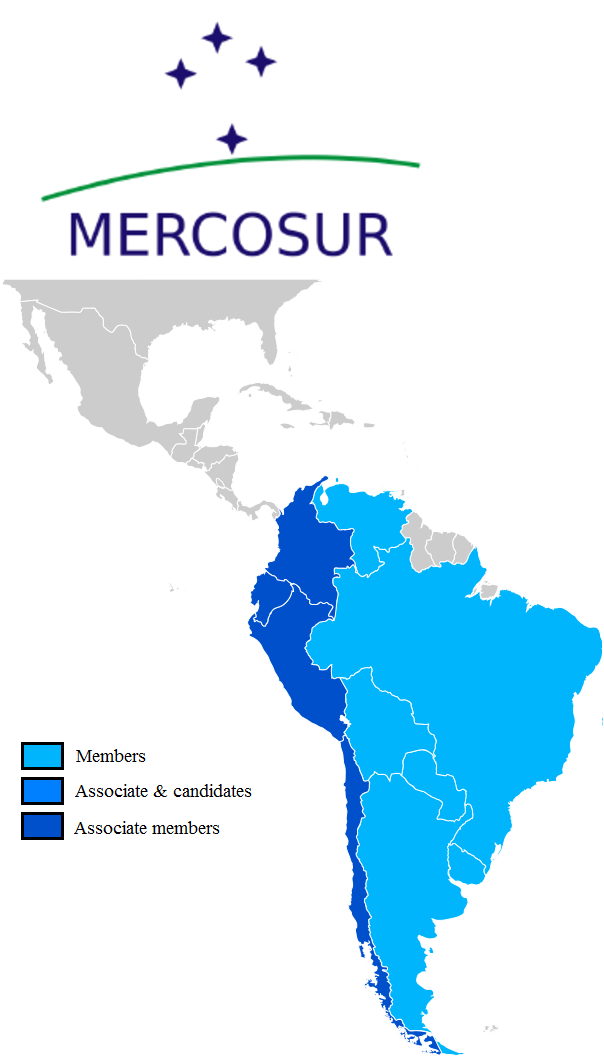
Membri del Mercosur e firmatari del Trattato di Asunción (celeste), associati (azzurro) e osservatori (blu elettrico).

Il trattato di Asunción è un accordo firmato tra l'Argentina, il Brasile, il Paraguay e l'Uruguay il 26 marzo 1991. Lo scopo del trattato era quello di stabilre un mercato comune tra gli Stati membri, noto come Mercosur. In seguito, come supplemento a questo accordo, fu firmato il Trattato di Ouro Preto, che stabiliva che il Trattato di Asunción creava un'organizzazione legalmente e internazionalmente riconosciuta. Il trattato definiva un programma di eliminazione graduale dei dazi sulle importazioni e sulle esportazioni che avrebbe dovuto condurre alla creazione di un'area di libero scambio dalla fine del 1994. Nonostante non sia ancora giunti alla creazione di un mercato comune, il trattato è un momento importante per l'integrazione economica sudamericana ed è la base legale del Mercosur.

## Antefatti
Sin dalle guerre di indipendenza contro la Spagna, gli Stati sudamericani si impegnarono nella creazione di numerosi trattati regionali in materia di integrazione economica. La Commissione Economica dell'America Latina, creata nel 1948, ebbe come scopo lo studio di politiche per l'integrazione di questi Paesi e il miglioramento dei loro mercati e della loro industria. A ciò seguì l'Associazione di Libero Commercio Latinoamericana (LAFTA), nel 1960, senza tuttavia che si arrivasse alla creazione di un mercato unico. Tale obiettivo si allontanò con la crisi petrolifera del 1973. Altri esempi sono costituiti dal Patto di Andean (1969) tra Bolivia, Colombia, Ecuador, Perù e Venezuela, con Cile e Panama come osservatori; l'Associazione di Integrazione Latinoamericana (1989) tra Argentina, Brasile, Bolivia, Cile, Colombia, Ecuador, Messico, Paraguay, Perù e Venezuela. 
Antesignano diretto del trattato di Asunción fu il trattato di Buenos Aires tra Argentina e Brasile, allo scopo di gettare le basi per l'integrazione economica tra le due parti: il Trattato di Asunción, firmato poco dopo, è l'estensione di questo obiettivo su più larga scala